# Trematocara
Trematocara é um género de peixe da família Cichlidae.
Este género contém as seguintes espécies:
- Trematocara caparti
- Trematocara kufferathi
- Trematocara macrostoma
- Trematocara marginatum
- Trematocara nigrifrons
- Trematocara stigmaticum
- Trematocara unimaculatum
- Trematocara variabile
- Trematocara zebra